# Pyramidmatta

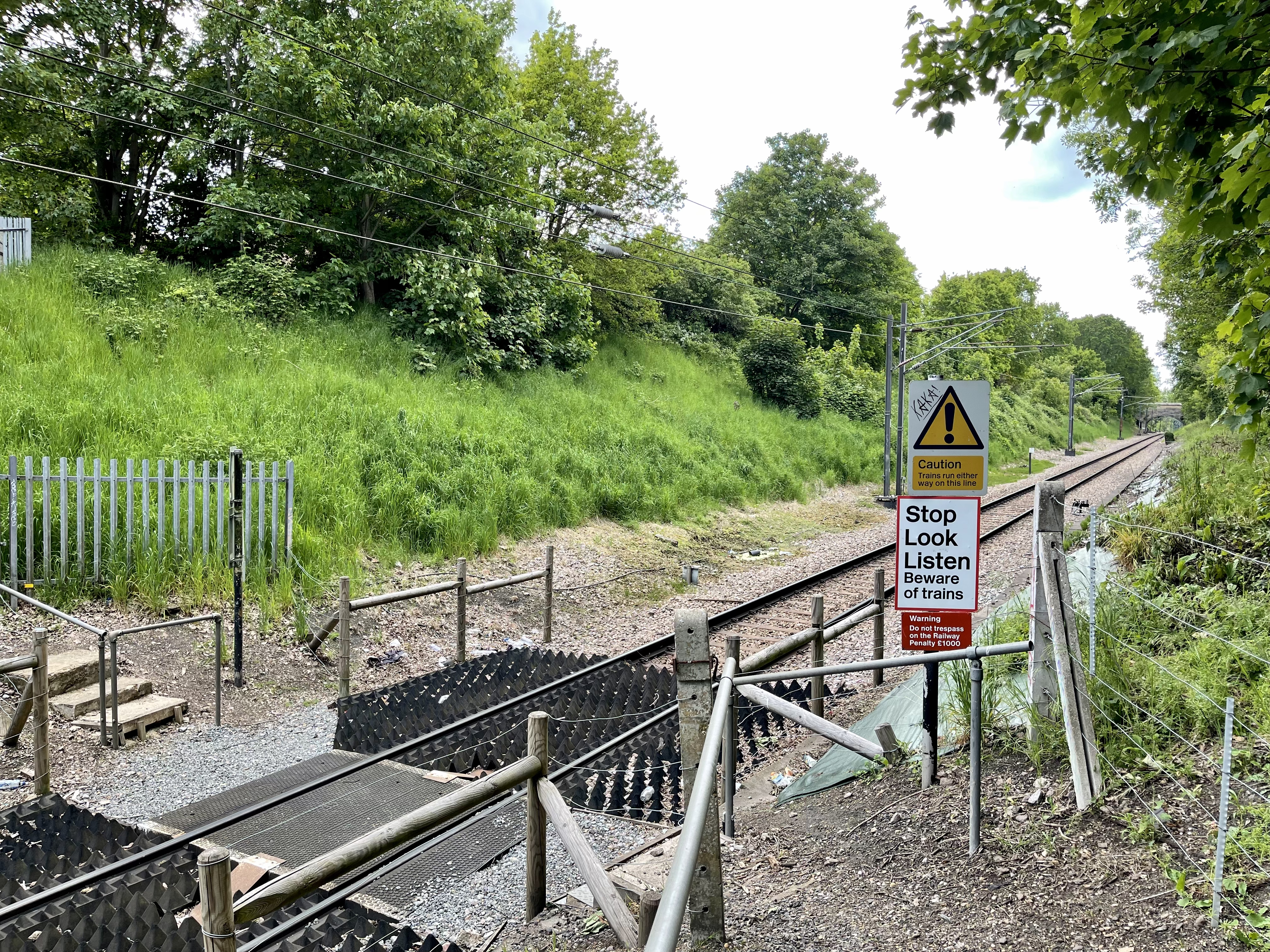
Pyramidmattor i Storbritannien.

Äldre modell med kilformade träribbor.

En pyramidmatta är ett hinder i form av en matta med tätt placerade pyramider av gummi som är svåra att gå på och som försvårar passage till fots, till exempel vid järnvägsspår.

## Användning i Sverige
Trafikverket genomförde 2016/2017 en studie där pyramidmattor placerades på sex testplatser vid spårområden där obehörig passage förekommit återkommande. Med hjälp av kameraövervakning dokumenterades antalet passager på testplatserna samt på fyra referensplatser med liknande problem. Studien visade att antalet obehöriga i spår minskade på platserna med pyramidmattor jämfört med referensplatserna. Obehörig spårpassage orsakar samhället stora kostnader i form av olyckor och tågförseningar, och studien visade att åtgärden var samhällsekonomiskt lönsam.
Med stöd av studien har Trafikverket börjat tillämpa utläggning av pyramidmattor i områden där det är vanligt förekommande med obehörig passage av järnvägsspår, för att försvåra eller förhindra  sådana passager. Till exempel genomfördes 2019 åtgärder vid Älvsbyns station med både stängsel och pyramidmattor för att minska obehöriga passager, så kallat ”spårspring”.

### I språket
Pyramidmatta var med på Språkrådets nyordslista år 2018 och ordet är belagt i svenska språket sedan 2016.